# Коалиција Српска слога
Коалиција „Српска слога" (скраћено: КСС) је мрежа политичких партија и удружења грађана Срба у Хрватској настала ради заједничког наступања и усклађеног деловања у јавном животу Републике Хрватске.
Коалоцију чине Демократска партија Срба, Наша странка, Српска народна странка, Нова српска странка, Заједница Срба у Републици Хрватској, Српски демократски форум и Српско културно-просвјетно друштво „Просвјета“.

## Оснивање
Коалиција је основана 13. децембра 2010. године у Вировитици. Споразум о оснивању су потписали:
1. Митар Којадиновић, председник Демократске партије Срба,
2. Јован Ајдуковић, председник Наше странке,
3. Милан Родић, председник Српске народне странке,
4. Светислав Лађаревић, председник Нове српске странке,
5. Ненад Влаховић, председник Већа српске националне мањине Бјеловарско-билогорске жупаније[3],
6. Никола Сужњевић, председник Већа српске националне мањине Сисачко-мославачке жупаније[3],
7. Станиша Жарковић, председник Већа српске националне мањине Вировитичко-подравске жупаније[3],
8. Светозар Ливада, предсједник Заједнице Срба у Републици Хрватској и
9. Вељко Џакула, председник Српског демократског форума.

Коалиција је уписана у регистар удружења грађана 26. маја 2011. године.

### Циљеви
Циљ оснивања и делатности Коалиције су: подршка оснивању, деловању, повезивању и размени искустава српских оргнизација и институција у Републици Хрватској и иностранству и пружање партнерства свим локалним, регионалним, националним и међународним иницијативама у настанку и деловању унутар и изван српске заједнице чије се активности дотичу активности Коалиције; подршка и грађански надзор над спровођењем међународних споразума које је Република Хрватска ратификовала, Уставног закона о правима националних мањина и других закона и подзаконских аката којима се уређују права националних мањина; предлагање кандидата за посланике српске заједнице у Хрватском сабору, кандидата за вијећа и представнике српске националне мањине у јединицама локалне и подручне самоуправе, кандидата за чланове Савета за националне мањине и других кандидата за тела која у свом саставу имају представнике српске националне мањине те организовано независно посматрање избора на којима као кандидати учествују припадници српске националне заједнице, успостављање и развијање сарадње између асоцијација српске националне заједнице у Републици Хрватској, српских асоцијација у свету и националних организација и институција у Републици Србији и Републици Српској (БиХ), Српском православном црквом и другим српским институцијама.
Између осталог, мотив за оснивање јесте и уједињавање у алтернативи против Самосталне демократске српске странке.

## Активности
Демократска партија Срба, Наша странка и Српска народна странка испред Коалиције су кандидирали своје кандидате Парламентарним изборима у 2011. години. Кандидати Коалиције у 12. изборној јединици били су Вељко Џакула, Милан Родић и Јован Ајдуковић. Коалиција ове три странке у почетку новила је назив: Демократска опозиција српских странака (ДОСС) да би се коначно представили као Коалиција српских странака.
Коалиција је потписала споразум о сарадњи са Српском напредном странком и са Коалицијом удружења избеглица у Србији, 21. новембра 2011. године у Београду.
На парламентарним изборима одржаним 4. децембра 2011. године сва три кандидата Коалиције освојила су укупно 10.500 гласова што је мање од броја гласова само једног кандидата СДСС-а.
Председник Српског демократског форума Вељко Џакула присуствовао је прослави Дана победе и годишњици Операције Олуја у Книну 5. августа 2012. године и тиме постао први српски представник који је присуствовао овом догађају. Други чланови коалиције Српска народна странка и Наша странка оградили су се од његовог одласка на прославу.